# Nelima taiwana
Nelima taiwana is een hooiwagen uit de familie Sclerosomatidae.